# Universidad de Grenoble
La Universidad Grenoble Alpes (en francés: Université Grenoble Alpes) fue una universidad francesa, fundada en 1339 en la ciudad de Grenoble, Francia, y suspendida en 1793. Después de varios intentos de reestablecerla como universidad, a pesar de tener facultades en funcionamiento, solo en 1879 volvió a funcionar como la Universidad de Grenoble. En 1970 fue dividida en varias instituciones diferentes:
- Grenoble I: Universidad Joseph Fourier (Université Joseph Fourier o UJF) que ofrece estudios en los ámbitos de ciencias, salud y tecnología.
- Grenoble II: Universidad Pierre Mendès France (Université Pierre-Mendès-France) especializada en ciencias sociales.
  - Sciences-Po Grenoble: Instituto de Estudios Políticos de Grenoble (Institut d'études politiques de Grenoble) asociado a Grenoble II.
- Grenoble III: Universidad Stendhal (Université Stendhal) para humanidades.
- Grenoble-INP: Instituto Politécnico de Grenoble (Institut Polytechnique de Grenoble o Groupe INP Grenoble,  antes INPG, Instituto Nacional Politécnico de Grenoble) para ingeniería.

Las distintas instituciones comparten campus y otras instalaciones. Desde 2010 existe un proyecto para unificar las cinco organizaciones que aún no se ha llevado a cabo. Por lo tanto, a partir de 1970, el nombre «Universidad de Grenoble» (Université de Grenoble) no se refiere a una institución educativa con existencia administrativa real.
El 11 de septiembre de 2015, el Gobierno francés publicó el decreto de fusión de las tres universidades grenoblenses, con una fusión efectiva a 1.º de enero de 2016. Nacía así la nueva entidad Universidad Grenoble-Alpes.

## Historia
La universidad fue fundada en 1339 por el delfín Umberto II y el papa Benedicto XII para enseñar derecho civil y canónico, medicina y las artes liberales. Sin embargo, la institución carecía de recursos y desapareció tras la muerte de Umberto II. Fue restablecida por Francisco de Borbón en 1542 y unificada con la Universidad de Valence en 1565. Los habitantes de Grenoble intentaron, sin éxito, restablecer la universidad varias veces en los siglos XVI y XVII. Napoleon II restableció las facultades de derecho, letras y ciencias en 1805-1808. Durante la restauración borbónica, la Facultad de Letras fues suprimida en 1815 (restablecida en 1847) y la Facultad de Derecho en 1818 (restablecida en 1824). La Escuela de Farmacia y Medicina fue establecida en 1866 y se convirtió en la cuarta facultad en 1894. Sin embargo en esa época la universidad tenía pocos estudiantes y ofrecía pocas titulaciones. El desarrollo de las ciencias en la universidad fue favorecido por la transformación de Grenoble de una ciudad aislada de montaña en un proveedor de importante de motores y equipo eléctrico en la década de 1880. Las facultades fueron inauguradas formalmente como Universidad de Grenoble en 1879 en la, por entonces recientemente construida, Place de Verdun. El número de estudiantes aumentó de los aproximadamente 340 en 1868 a 3000 en 1930. El concepto de Établissement public à caractère scientifique, culturel et professionnel (EPCSP) se desarrolló bajo el ministro de educación Edgar Faure. Como resultado, la universidad fue dividida en diferentes organizaciones independientes en 1970.

## Personas
- Aimarius Rivalius, catedrático de derecho.